# Ө
Ө, ө (cursiva: Ө, ө, nombre: oe u o barrada) es una letra de las versiones del alfabeto cirílico adaptadas a los idiomas no eslavos. No debe confundirse con las letras Ɵ, Œ y Ø del alfabeto latino; la Θ del alfabeto griego ni con la Ѳ del alfabeto cirílico antiguo.

## Orígenes
Fue copiada de la letra latina O con un trazo horizontal en su centro que aparecía en Yañalif (alfabeto latino para el idioma tártaro) y en otros alfabetos. A pesar de parecerse a las letras Θ del alfabeto griego y a la Ѳ del antiguo alfabeto cirílico, la Ө no está relacionada con ellas; las letras Θ y Ѳ solían representar el sonido /θ/ o /f/, mientras que la Ѳ representa los sonidos: /ø/, /œ/ y /o/.

## Uso
Se usa en los siguientes idiomas (en paréntesis la posición de la letra según el orden alfabético del idioma):
- idioma azerí (20.ª),
- idioma baskir (21.ª),
- idioma buriato (17.ª),
- idioma calmuco (21.ª),
- idioma evenki (18.ª),
- idioma karakalpako (21.ª),
- idioma kazajo (21.ª),
- idioma ket (20.ª),
- idioma kirguís (18.ª),
- idioma mongol (17.ª),
- idioma tártaro (20.ª),
- idioma tofa (22.ª),
- idioma turcomano (19.ª),
- idioma tuvano (18.ª),
- idioma yakuto (21.ª).

En la mayoría de los casos suele representar las vocales /ø/ y /œ/, con excepción del idioma mongol, en el cual representa la vocal /o/; en el idioma kazajo, también puede representar el sonido /wʉ/.
Se suele transcribirla como ⟨ö⟩, con excepción del ISO 9, donde su transcripción es ⟨ô⟩.

## Tabla de códigos
| Codificación de caracteres | Tipo      | Decimal  | Hexadecimal |
| -------------------------- | --------- | -------- | ----------- |
| Unicode                    | Mayúscula | 1256     | U+04E8      |
| Unicode                    | Minúscula | 1257     | U+04E9      |
| UTF-8                      | Mayúscula | 211 168  | D3 A8       |
| UTF-8                      | Minúscula | 211 169  | D3 A9       |
| Codificación numérica HTML | Mayúscula | &#1256;& | &#x4E8;     |
| Codificación numérica HTML | Minúscula | &#1257;  | &#x4E9;     |